# Matias Beck
Matias Beck (Países Baixos, 16?? - Curaçao, 1668) foi um militar e administrador colonial neerlandês. Serviu a Companhia Neerlandesa das Índias Ocidentais no século XVII.
No ano de 1635, o jovem Matias deixou Amsterdã, a bordo do navio ‘t Land van Belofte (Terra Prometida), 
com o destino ao Brasil, onde chegou em 1636. Chegou a residir em Itamaracá, onde possuiu plantações de mandioca. Ativo na vida política, militar e religiosa holandesa no Brasil, chegou a ser membro do Conselho Municipal e da Câmara dos Escabinos. Como militar, chegou a atuar em batalhas contra os portugueses no Rio Grande do Norte e na Paraíba. Como membro da Igreja Protestante Reformada, chegou a ser presbítero.

## As Minas de Prata deItarema
No contexto da segunda das invasões holandesas do Brasil, os neerlandeses já tinham perdido muitos dos seus assentamentos em batalhas com os portugueses, desde agosto de 1645. A situação destes piorou com o passar dos anos e com as derrotas nas batalhas dos Guararapes, em 1648 e 1649. Em meio a todo este cenário a Companhia Neerlandesa das Índias Ocidentais estava decidida a levar adiante o plano para descoberta de minério no interior da terra brazillis, já cartografada pelo ex-governador da Paraíba, Herckmans, e outros exploradores como Astetten e Schout Hoeck.
Como primeira opção para esta empreitada foi escolhido Gisbert de With, no início de 1649. Em 1º de março de 1649, Matias Beck foi escolhido para a expedição ao Ceará, com a desistência do chefe do Conselho de Justiça no Brasil Neerlandês.
Saindo do Recife em 20 de março de 1649, com uma frota de cinco embarcações, Matias Beck atracou no Mucuripe em 3 de abril do mesmo ano. Durante a viagem aconteceram paradas na Paraíba e no Rio Grande do Norte, por razões estratégicas e técnicas. Em 1º de abril, estes passaram o rio Jaguaribe e no dia seguinte a frota alcançou a ponta do Iguape, onde ancoraram. Três das embarcações procederam a um conhecimento do local. Ao amanhecer de 3 de abril a frota partiu para o Mucuripe, o qual foi alcançado ao  meio-dia do mesmo.
A frota da expedição era composta das seguintes embarcações: Geele Sonne, Synegael, Vlissinge, Capodello e uma chalupa. No Geele Sonne, embarcou Matias Beck e na Vlissinge embarcaram os índios cearenses.
Depois de contatos e negociações, via os índios vindo do Recife, com os índigenas locais, Matias Beck marchou com sua tropa para o monte Marajaitiba em 6 de abril. No dia 7, foi construída uma ponte sobre o riacho Marajaitiba, para assim alcançar a margem esquerda do mesmo. Em 10 de abril, foram iniciadas as obras de construção do quartel para abrigar a tropa, munições e mantimentos, o Forte Schoonenborch, o embrião da atual cidade de Fortaleza.
No Ceará, agilizaram-se a busca e a exploração das minas de prata sugeridas por Martim Soares Moreno, as quais não foram confirmadas. Expandiram-se as plantações de mandioca e milho entre as terras da serra da Aratanha e da serra de Maranguape, as quais tinham sido citadas pelo Guerreiro Branco. Matias Beck foi diplomático com os índigenas, tanto que conseguiu uma trégua nos conflitos entre as etnias Tupi e Tapuia.
Além disso, exerceu as funções de administrador neerlandês do Ceará até 1º de maio de 1654, quando aceitou a capitulação neerlandesa aos portugueses assinada no Campo do Taborda, no Recife, o Tratado de Taborda, trazida por Álvaro de Azevedo Barreto.
Em 20 de junho, Matias Beck e sua comitiva foram os últimos neerlandeses a deixar o solo brasileiro, tendo como destino à Ilha de Barbados. Em 1655, chegou a Curaçao, onde viria a tornar-se governador, entre 1659 e 1668,.
Em Curaçao, enquanto governador, Beck concedeu alguns privilégios aos judeus ali estabelecidos, entre os quais o direito de possuir cavalos, terras e a autorização para a aquisição de escravos para as plantações.